# Хилдрет, Уилл
Уилфред Реджинальд (Уилл) Хилдрет (англ. Wilfred Reginald (Will) Hildreth; 1896 — 1979, Суррей) — индийский легкоатлет, выступавший в беге на короткие и средние дистанции и барьерном беге. Участник летних Олимпийских игр 1924 года.

## Биография
Уилл Хилдрет родился в 1896 году.
В 1924 году вошёл в состав сборной Индии на летних Олимпийских играх в Париже. В беге на 100 метров в 1/8 финала занял 3-е место, показав результат 11,3 секунды и уступив 1 десятую попавшему в четвертьфинал со 2-го места Вальтеру Стреби из Швейцарии. В беге на 200 метров не закончил забег в 1/8 финала. Также был заявлен в беге на 400 метров, беге на 400 метров с барьерами, эстафетах 4х100 и 4х400 метров, но не вышел на старт.
Умер в 1979 году в британском графстве Суррей в Англии.

## Личный рекорд
- Бег на 100 ярдов — 10,2 (1916)[8]

## Семья
Сын — Питер Хилдрет (1928—2011), британский легкоатлет. Участвовал в летних Олимпийских играх 1952, 1956 и 1960 годах.